# وليام بيلي
وليام بيلي (بالإنجليزية: William Hellier Baily)‏ هو إحاثي إنجليزي ولد في بريستول في 7 يوليو 1819.

## مسيرته
من 1837 إلى عام 1844 كان مساعد أمين في متحف بريستول، ثم تخلى عنه للانضمام إلى موظفي هيئة المسح الجيولوجية البريطانية في لندن. في عام 1854 أصبح عالم مساعد في التاريخ الطبيعي تحت إدوارد فوربس وبعد ذلك تحت هكسلي. في عام 1857 تم نقله إلى فرع المسح الجيولوجي الأيرلندي، وبقي حتى نهاية حياته.

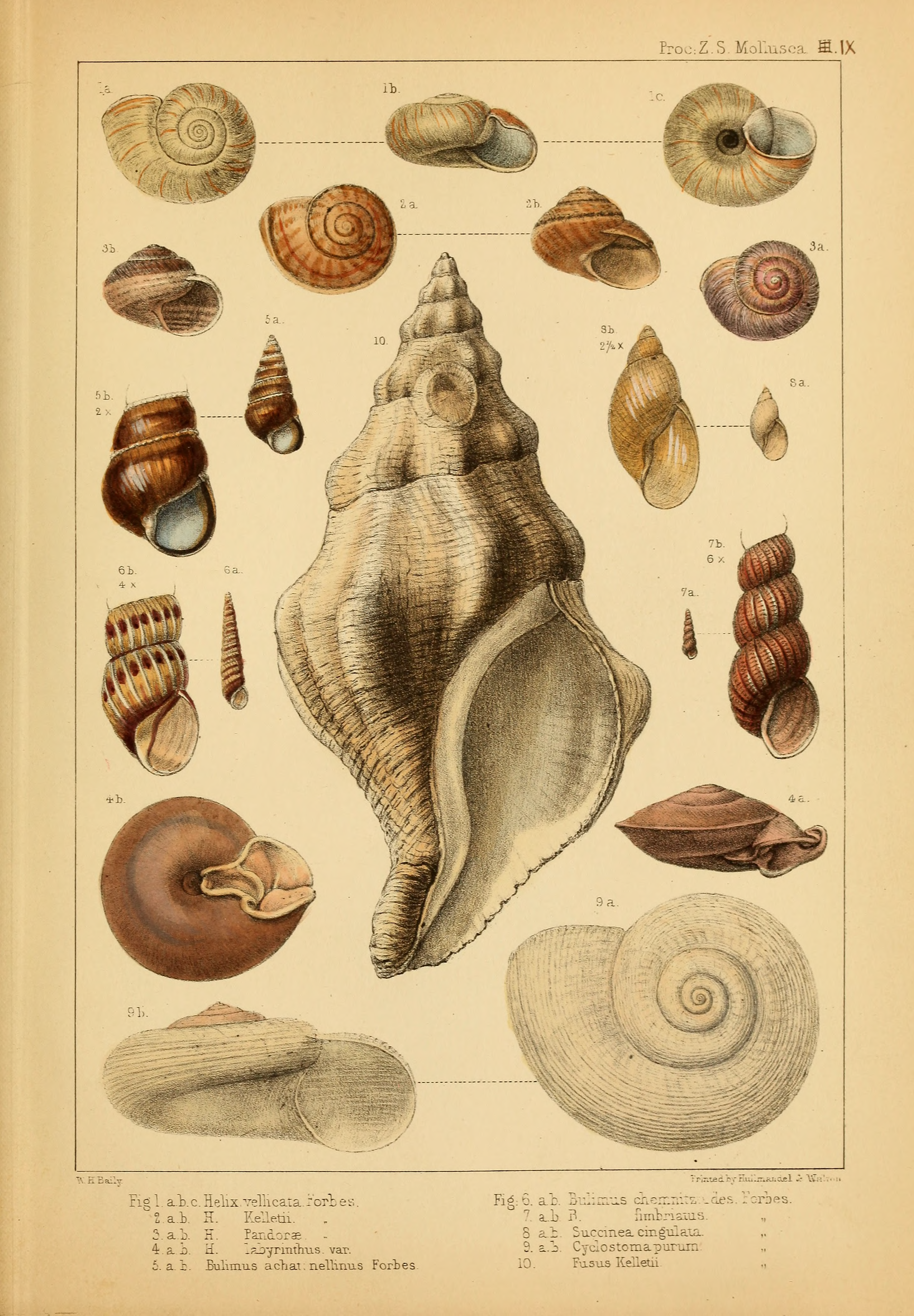
مثال على لوحة حلزون بواسطة ويليام بيلي.

وكان قد ألّف العديد من الأوراق عن مواضيع علم الأحياء القديمة، توفي في ضاحية راثماينز بالقرب من دبلن في 6 آب / أغسطس عام 1888.